# Петчпаномрунг Киатмукао
Петчпаномрунг Киатмукао (тайск. เพชรพนมรุ้ง; род. 1995 год, Бурирам, Таиланд) — боец муай-тай, чемпион GLORY в полулегком весе, чемпион мира WMC во втором полусреднем весе, трехкратный чемпион Таиланда. Боевой псевдоним «Профессор».

## Биография
Петчпаномрунг родился в деревне Киат — тайская провинция Бурирам. Настоящее имя бойца — Аймсири Пансанг. В семь лет родители отдали его в муай-тай — в зал Киатмукао. По тайской традиции боец получил название зала как вторую часть своего спортивного имени. Первая придумывается командой. Слово «петч» по-тайски означает бриллиант. В провинции Бурирам есть старинный храм По Рунг. Соответственно, сочетание этих слов в спортивном псевдониме бойца означает — «бриллиант из По Рунга». Так будущий чемпион Аймсири Пансанг получил имя Петчпаномрунг Киатмукао. Иногда в написании его имени в английском языке присутствует вариация — вместо «Kiatmookao» в некоторых источниках пишется «Kiatmoo9». Дело в том, что «Kiat» — название деревни, где расположен зал, « Moo» — улицы, а «Kao» по-тайски — это цифра «9» — номер дома, где он базируется. Кроме Петчпаномрунга в зале выросло еще несколько профессиональных бойцов муай-тай — Сингдам Киатмукао, который признавался бойцом 2003 года в Таиланде, Суперлек Вор Сурпрапай и Рунгнарай. Клуб признавался лучшим в Таиланде в 2003 году.

### Профессиональная карьера
Петчпаномрунгу трижды удавалось стать чемпионом страны — дважды в полулёгком весе и один раз в легчайшем. Он так и не смог стать чемпионом Люмпхини, хотя три раза бился за этот титул. В ноябре 2015 года  состоялся успешный дебют в GLORY против Станислава Ренита. После трех побед к ряду Петчпаномрунг встретился с Робином Вам Росмаленом и проиграл. Многие считали решение судей противоречивым. На 59 по счету турнире 29 сентября 2018 года соперники вновь встретились, и таец победил нидерландца, завоевав титул чемпиона GLORY. Петчпаномрунг стал вторым в истории обладателем пояса организации родом  из Таиланда после Ситтичая Ситтсонгпинонга.

### Титулы и достижения
- 2016 — Чемпион Glory в полулегком весе (до 65 кг)
- 2016 — чемпион мира по версии Всемирного совета муай-тай во втором полусреднем (до 66,7 кг)
- 2015 — Победитель Toyota Marathon Tournament в первом полусреднем весе (до 63,5 кг)
- 2014 — чемпион Таиланда (PAT) во втором полулёгком весе (до 60 кг)
- 2013 — чемпион Таиланда (PAT) во втором полулёгком весе (до 60 кг)
- 2011 — чемпион Таиланда (PAT) в легчайшем весе (до 53,5 кг)[3][7]